# Strongylopus wageri
Strongylopus wageri (tên tiếng Anh: Wager's Stream Frog) là một loài ếch thuộc họ Ranidae.
Loài này có ở Nam Phi, có thể có ở Lesotho và Swaziland.
Môi trường sống tự nhiên của chúng là rừng ôn đới, vùng đồng cỏ ôn đới, và sông ngòi.
Chúng hiện đang bị đe dọa vì mất môi trường sống.